# Charles-Simon Favart
Charles-Simon Favart (Paris, 13 de novembro de 1710 – Belleville, 12 de maio de 1792) foi um autor dramático francês.

## Biografia
O primeiro sucesso de Favart na literatura foi La France delivrée par la Pucelle d'Orléans, um poema sobre Joana d'Arc que obteve um prêmio da Académie des Jeux Floraux. Seus trabalhos mais famosos foram La Chercheuse d'esprit (1741), Annette et Lubin, Le Coq du milage (1743), Ninette à la cour (1753), Les Trois Sultanes (1761) and L'Anglais de Bordeaux (1763).
Sua mulher Marie-Justine Duronceray tornou-se célebre por seus talentos de cantora, dançarina e atriz. Seu segundo filho, Charles Nicolas Favart, também escreveu comédias.